# Бетонобойный снаряд
Бетонобойный снаряд — артиллерийский боеприпас, предназначенный для разрушения долговременных сооружений из железобетона, прочных каменных и кирпичных зданий. В критичных ситуациях может успешно использоваться против практически любой бронетехники, включая тяжёлую.

## Описание конструкции
В передней части боеприпаса расположено взрывчатое вещество для образования отверстия, снабженное взрывателем. В задней части размещен проникающий разрывной снаряд, заряд взрывчатого вещества и донный взрыватель, снабженный элементом замедления. Взрывное средство образования отверстия выполнено калиберным и снабжено кумулятивным зарядом или другим взрывным средством осевого действия. Боеприпас снабжён головным колпаком, центрующим утолщением и ведущим пояском. Центрующее утолщение размещается преимущественно на взрывном средстве образования отверстия, а ведущий поясок — на калиберном проникающем разрывном снаряде. Снаряд с подкалиберным проникающим разрывным снарядом может содержать отделяемый поддон, скрепленный со снарядом стопорами. Поддон может быть снабжен камерой высокого давления, калиброванным отверстием и ведущим пояском. Взрывное средство образования отверстия может быть выполнено в виде кумулятивной боевой части, содержащей кумулятивную воронку, расположенную по оси боевой части, и заряд ВВ. Взрывное средство образования отверстия может быть выполнено в виде заряда ВВ с облицовкой для формирования ударного ядра. Такое выполнение боеприпаса позволяет значительно улучшить его пробивную способность.